# Spoorlijn Autevielle - Saint-Palais
De spoorlijn Autevielle - Saint-Palais was een Franse spoorlijn van Autevielle-Saint-Martin-Bideren naar Saint-Palais. De lijn was 10,1 km lang en heeft als lijnnummer 663 000.

## Geschiedenis
De lijn werd geopend door de Compagnie des Chemins de fer du Midi op 22 december 1884. Het personenvervoer werd op 1 november 1949 opgeheven, goederenvervoer was er tot 1 april 1989.

## Aansluitingen
In de volgende plaats was er een aansluiting op de volgende spoorlijn:
Autevielle
RFN 662 000, spoorlijn tussen Puyoô en Mauléon

## Elektrische tractie
De lijn werd in 1930 geëlektrificeerd met een gelijkspanning van 1500 volt. In 1969 werd de bovenleiding afgebroken.